# 金章洙
金 章洙（キム・ジャンス、1948年2月26日 - ）は、大韓民国の政治家、外交官、軍人。第37代陸軍参謀総長、第40代国防部長官、駐中国大使、初代国家安保室長、第18代国会議員などを歴任。最終階級は陸軍大将。
本貫は光山金氏。キリスト教徒。陸軍士官学校（27期）卒業、国防大学院安保課程修了、延世大学校行政大学院修士。

## 経歴
1948年に全羅南道光州市（現・光州広域市）で生まれた。1971年に陸軍士官学校（27期）を卒業し少尉に任官された。1993年に首都防衛司令部作戦処長に就任し、以後陸軍士官学校生徒隊長、第1軍作戦処長、第6歩兵師団師団長、合同参謀本部作戦部長、第7機動軍団軍団長、合同参謀本部作戦本部長、米韓連合司令部副司令官などの要職を歴任した。2005年には大将に昇進し、陸軍参謀総長に就任した。
2006年11月24日に辞職した尹光雄の後任として、盧武鉉大統領から第40代国防部長官に任命された。2007年にアメリカを訪問し、ロバート・ゲーツアメリカ国防長官と会談した。会談では2012年に米韓連合司令部を解体し、戦時作戦統制権を返還することで合意した。同年10月2日に南北首脳会談のため訪朝した盧武鉉大統領に随行した。金正日総書記と握手をする際に、頭を下げなかったことから韓国では「剛直将帥」と呼ばれ、賞賛された。同年11月に北朝鮮の平壌を訪問し、金鎰喆人民武力部長と会談した。会談では朝鮮戦争の韓国人捕虜返還を要請した。
2008年に李明博が大統領に就任すると国防部長官を退任し、ハンナラ党に入党した。同年4月9日に行われた第18代総選挙にハンナラ党比例6番から立候補し、当選した。
2013年に朴槿恵が大統領に当選した際には、大統領職引継ぎ委員会外交国防統一幹事に任命された。同年3月に朴槿恵大統領に国家安保のコントロールタワーとされる国家安保室長に任命された。2013年に北朝鮮による核実験が行われた際には、野戦ベッドで寝泊まりするなど南北関係で高い評価を受けたが、2014年4月16日に発生したセウォル号沈没事故で国家安保室傘下の危機管理センターが混乱を招いているとの指摘に対して「国家安保室は、災害コントロールタワーではない」と発言したことで大きな批判を呼び、更迭された。
2015年には駐中国大使に任命された。2016年にTHAADミサイルを韓国に配備する際には、中国外交部から何度も呼び出された。